# Dr. Feelgood (альбом)
Dr. Feelgood — пятый студийный альбом американской хард-рок-группы Mötley Crüe, выпущенный 31 августа 1989 года в Германии и 1 сентября в США на лейбле Elektra Records.

## Об альбоме
Запись альбома ознаменовала для музыкантов окончание курса лечения от наркотической зависимости; данная тематика отражена и в фотографиях к альбому.
Dr. Feelgood стал первым альбомом группы, возглавившим американские чарты. Во многом благодаря успеху четырёх хит-синглов из него, включая заглавный трек, он остаётся по сей день самым успешным в карьере группы. Альбом только в США разошёлся более чем 6-миллионным тиражом; в Великобритании он поднялся до #4 в UK Albums Chart и получил золотой статус.
Две песни с альбома, «Dr. Feelgood» и «Kickstart My Heart», дважды (в 1990 и 1991 годах) номинировались на «Грэмми» (Best Hard Rock Performance), но оба раза уступили песням Living Colour.
В 2002 году альбом занял 70-ю позицию в рейтинге «100 лучших рок-альбомов всех времён» по версии журнала Classic Rock.
В ознаменование двадцатилетней годовщины со дня выпуска альбома Mötley Crüe исполнили весь его материал от начала и до конца на Crüe Fest 2.

## О композициях
В видеоклипе к треку «Kickstart My Heart» Мик Марс использует ток-бокс.
В видеоклипе к треку «Same Ol’ Situation (S.O.S)» Винс Нил исполняет партию ритм-гитары.
Концовка «Slice of Your Pie» базируется на композиции The Beatles «I Want You (She’s So Heavy)» с альбома Abbey Road.
Стивен Тайлер из Aerosmith исполнил бэк-вокал в треках «Slice of Your Pie» (интро) и «Sticky Sweet». В то же время он записывал Pump.

## Список композиций
Все примечания взяты из оригинального LP.
Все тексты написаны Никки Сиксом.
| №  | Название                        | Музыка              | Длительность |
| -- | ------------------------------- | ------------------- | ------------ |
| 1. | «T.N.T. (Terror ’N Tinseltown)» | Сикс                | 0:42         |
| 2. | «Dr. Feelgood»                  | Марс, Сикс          | 4:50         |
| 3. | «Slice of Your Pie»             | Сикс, Марс          | 4:32         |
| 4. | «Rattlesnake Shake»             | Марс, Сикс, Нил, Ли | 3:40         |
| 5. | «Kickstart My Heart»            | Сикс                | 4:48         |
| 6. | «Without You»                   | Сикс, Марс          | 4:29         |

| №                   | Название                           | Музыка                | Длительность |
| ------------------- | ---------------------------------- | --------------------- | ------------ |
| 7.                  | «Same Ol’ Situation (S.O.S.)»      | Mötley Crüe           | 4:12         |
| 8.                  | «Sticky Sweet»                     | Марс, Сикс            | 3:52         |
| 9.                  | «She Goes Down»                    | Марс, Сикс            | 4:37         |
| 10.                 | «Don’t Go Away Mad (Just Go Away)» | Сикс, Марс            | 4:40         |
| 11.                 | «Time for Change»                  | Сикс, Донна Макдэниел | 4:45         |
| Общая длительность: | Общая длительность:                | Общая длительность:   | 45:07        |

| №                   | Название                          | Музыка                | Длительность |
| ------------------- | --------------------------------- | --------------------- | ------------ |
| 12.                 | «Dr. Feelgood» (демоверсия)       | Марс, Сикс            | 4:42         |
| 13.                 | «Without You» (демоверсия)        | Сикс, Марс            | 4:29         |
| 14.                 | «Kickstart My Heart» (демоверсия) | Сикс                  | 4:48         |
| 15.                 | «Get it for Free»                 | Сикс                  | 4:14         |
| 16.                 | «Time for Change» (демоверсия)    | Сикс, Донна Макдэниел | 4:45         |
| Общая длительность: | Общая длительность:               | Общая длительность:   | 68:05        |

| №                   | Название                                  | Музыка              | Длительность |
| ------------------- | ----------------------------------------- | ------------------- | ------------ |
| 17.                 | «Girls, Girls, Girls» (концертная запись) | Марс, Сикс          | 5:12         |
| 18.                 | «Red Hot» (концертная запись)             | Сикс                | 5:28         |
| 19.                 | «All in the Name Of…» (концертная запись) | Сикс, Марс          | 3:06         |
| 20.                 | «Dr. Feelgood» (концертная запись)        | Mötley Crüe         | 4:31         |
| Общая длительность: | Общая длительность:                       | Общая длительность: | 86:22        |

Оригинальное корейское издание не включало в себя первые две песни: «T.N.T.» и «Dr. Feelgood».

## В записи альбома участвовали
Все примечания взяты из оригинального LP.
Mötley Crüe
- Томми Ли — ударные, перкуссия, бэк-вокал
- Мик Марс — гитары, бэк-вокал, демонический голос в треке «Dr. Feelgood»
- Винс Нил — ведущий и бэк-вокал, губная гармоника в треке «Slice of Your Pie», шейкер в «Sticky Sweet»
- Никки Сикс — бас-гитара, бэк-вокал, кроме «Time For Change»

Приглашённые музыканты
- Боб Рок — бэк-вокал в треках «Dr. Feelgood», «Rattlesnake Shake», «Sticky Sweet», «She Goes Down», бас-гитара в треке «Time For Change»
- Донна Макдэниел и Эми Канин — бэк-вокал в треках «Dr. Feelgood», «Kickstart My Heart», «Same Ol' Situation (S.O.S.)», «She Goes Down», «Don't Go Away Mad (Just Go Away)» и «Time For Change»
- Дэвид Стил — бэк-вокал в треках «Dr. Feelgood», «Kickstart My Heart», «Sticky Sweet» и «Time For Change»
- Марк Ла Франс — бэк-вокал
- Робин Зондер — бэк-вокал в треке «She Goes Down»
- Брайан Адамс — бэк-вокал в треке «Sticky Sweet»
- Себастьян Бах — бэк-вокал в треке «Time for Change»
- Майк Амато — бэк-вокал в треке «Time For Change»
- Боб Доуд — бэк-вокал в треке «Time For Change»
- Джек Блэйдс — бэк-вокал в треках «(S.O.S.)» и «Sticky Sweet»
- Стивен Тайлер — бэк-вокал в треках «Slice of Your Pie» (интро) и «Sticky Sweet»
- Джон Вебстер — фортепиано в треках «Rattlesnake Shake» (хонки-тонк) и «Time For Change», орга́н в треке «Time For Change»
- Том Кинлисайд, Иэн Путц, Росс Грегори, Генри Кристиан — Marguerita Horns в треке «Rattlesnake Shake»
- Рик Нильсен — бэк-вокал в треке «She Goes Down»

Производство
- Боб Рок — продюсер, инженер
- Ренди Строб — инженер
- Мэтти Спиндель — инженер
- Крис Тейлор — помощник инженера
- Майк Амато — координатор
- Боб Дефрин — арт-директор
- Кевин Брэди — дизайнер
- Дон Бротиген — дизайнер обложки альбома
- Уильям Хеймс — фотограф

## Позиции в чартах
| Страна         | Чарт (1989—1990)                 | Позиция |
| -------------- | -------------------------------- | ------- |
| Великобритания | The Official Charts Company      | 4       |
| США            | Billboard 200                    | 1       |
| Австралия      | ARIA                             | 5       |
| Канада         | Канада (RPM Top Albums/CDs)      | 7       |
| Финляндия      | The Official Finnish Charts      | 6       |
| Германия       | Чарты GfK Entertainment          | 21      |
| Норвегия       | VG-lista                         | 7       |
| Новая Зеландия | Official New Zealand Music Chart | 5       |
| Швеция         | Sverigetopplistan                | 6       |
| Швейцария      | Schweizer Hitparade              | 7       |

## Сертификации

### Альбом
| Регион                                                      | Сертификация  | Продажи    |
| ----------------------------------------------------------- | ------------- | ---------- |
| Австралия (ARIA)                                            | Платиновый    | 70 000^    |
| Канада (Music Canada)                                       | 3× Платиновый | 300 000^   |
| Япония (RIAJ)                                               | Золотой       | 100 000^   |
| Новая Зеландия (RMNZ)                                       | Платиновый    | 15 000^    |
| Швейцария (IFPI Switzerland)                                | Золотой       | 25 000^    |
| Великобритания (BPI)                                        | Золотой       | 100 000^   |
| США (RIAA)                                                  | 6× Платиновый | 6 000 000^ |
| ^ Данные о тиражах приведены только на основе сертификации. |               |            |

### Видеоальбом
| Регион                                                      | Сертификация | Продажи  |
| ----------------------------------------------------------- | ------------ | -------- |
| США (RIAA)                                                  | Платиновый   | 100 000^ |
| ^ Данные о тиражах приведены только на основе сертификации. |              |          |